# دشت سفید
دشت سفید یکی از روستاهای شهرستان مهدیشهر است. بر پایه سرشماری در سال ۱۳۸۵، جمعیت این روستا ۴۳ نفر (۱۳ خانوار) و در سال ۱۳۷۵ ۷ نفر (۳ خانوار) بوده است.